# Nauro Esteves
Nauro Jorge Esteves (Rio de Janeiro, 26 de agosto de 1923 – Brasília, 23 de Fevereiro de 2007) foi um arquitecto brasileiro que se destacou na construção de Brasília.

## Início de Carreira
No último ano do curso na Faculdade Nacional de Arquitetura da então Universidade do Brasil, Nauro ganhou juntamente com Hilda de Araújo Maia, um concurso interno com um projeto para um centro recreativo cultural.
O júri era composto por Oscar Niemeyer, Affonso Eduardo Reidy, Alcides da Rocha Miranda, Jorge Machado Moreira e Marcelo Roberto, quase todos estrelas de primeira grandeza da arquitetura modernista brasileira.
Em 1950, animado pelo primeiro lugar no concurso, e já formado, o arquiteto procurou o escritório de Oscar Niemeyer no Rio de Janeiro, que por coincidência ficava no “Edifício Brasília”. [carece de fontes?]
A partir de então, e até 1960, Nauro Esteves trabalhou para e com Oscar Niemeyer, participando ativamente de mais de sessenta projectos que o escritório desenvolvia ao mesmo tempo no Rio de Janeiro, em São Paulo, e em Belo Horizonte.
Nauro Esteves ficou conhecido por riscar projectos tanto com a mão direita como com a esquerda, sem diferença de qualidade.[carece de fontes?]

## Brasília
Com o projecto de construção da nova capital brasileira, Nauro Esteves mudou-se do Rio de Janeiro para Brasília.
Esteves trabalhou arduamente na Novacap entre 1956 e 1969. Avaliou e aprovou projetos arquitetonicos para a nova cidade, estabeleceu normas de construção, definiu a numeração das quadras, defendeu os princípios do projeto do Plano Piloto de Lúcio Costa, criou seus próprios projetos e foi para as superquadras poeirentas riscar os arruamentos e o ajardinamento.
Num longo depoimento para o Programa de História Oral do Arquivo Público do Distrito Federal, o arquitecto disse: “… nada que se referisse a urbanismo ou arquitetura deixou de passar pela minha mão. Tudo, tudo (…) Os projetos eram sempre aprovados por mim”.
Em 2005 foi homenageado pela arquitecta brasileira Christiana Mendes Garcia, que fez uma tese de mestrado com a história do arquiteto, a que deu o título de Construindo Brasília: A trajetória profissional de Nauro Esteves.
Foi casado com Maria Helena Lemos Esteves, mãe de seus três filhos: Antônio Carlos Lemos Esteves, Luiz Carlos Lemos Esteves e José Carlos Lemos Esteves.
Separado há alguns anos, voltou a se casar com Maria de Lourdes Junqueira Edreira Esteves, com quem permaneceu até o final de seus dias.
Faleceu em 2007 aos 83 anos em sua casa, na cidade que ajudou a construir, vitimado por uma embolia pulmonar. Foi sepultado no cemitério Campo da Esperança no espaço especial destinado somente aos pioneiros de Brasília. Ao seu enterro foram mais de 50 pessoas. Entre elas arquitetos e engenheiros do tempo da construção de Brasília, incluso políticos da época e o então eleito Governador do DF, Jose Roberto Arruda.

## Projectos da sua autoria
- Palácio do Buriti
- Hotel Nacional
- Carlton Hotel
- Conjunto Nacional (Brasília)
- Fundação Ballet do Brasil
- Superior Tribunal Militar
- Tribunal Superior Eleitoral
- QG da Polícia Militar
- Centro Comercial Gilberto Salomão
- Cine Karim
- Edifício Casa de São Paulo
- Edifício Central Brasília
- Edifício Venâncio VI
- Edifício Galeria Nova Ouvidor
- Igreja Nossa Senhora da Medalha Milagrosa
- Coreto da Praça dos Namorados, em Sobradinho
- Jardim de Infância 21 de abril
- Blocos de apartamentos nas SQS 115, 212, 311, 403, 404, 405, 406, 407, 408, 415
- Residências no Lago
- Blocos de apartamentos na Asa Norte
- Blocos comerciais na Asa Sul entre outros.